# 16 Pułk Piechoty (austro-węgierski)

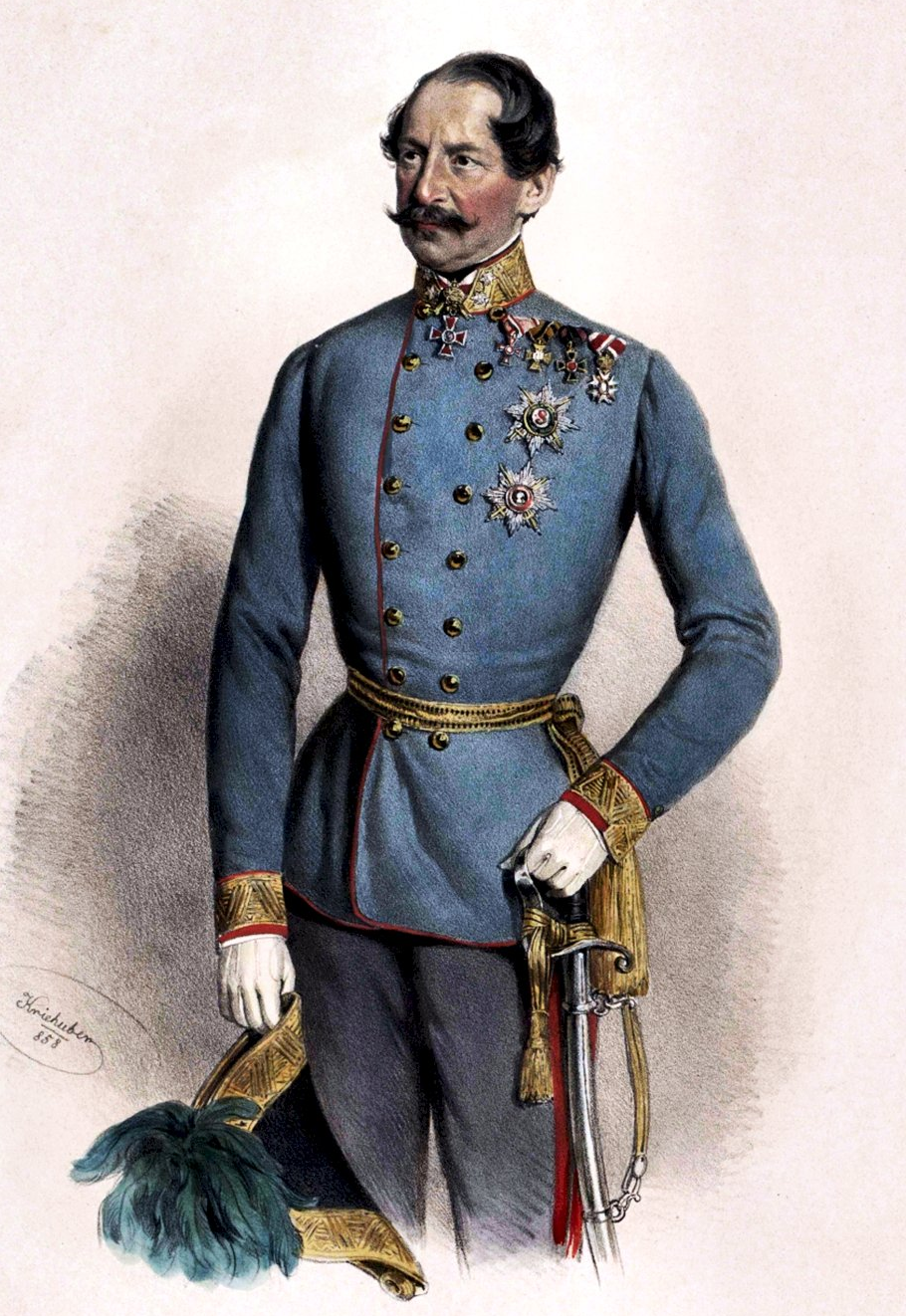
Szef pułku Stephan Wilhelm von Wernhardt

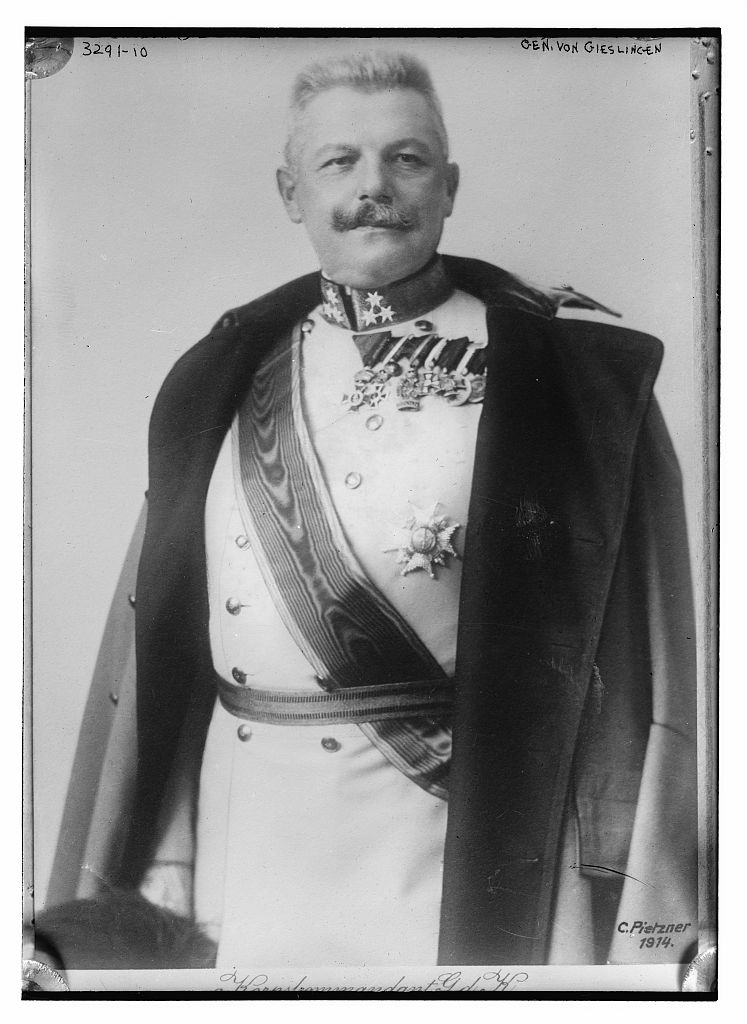
Szef pułku Artur Giesl von Gieslingen

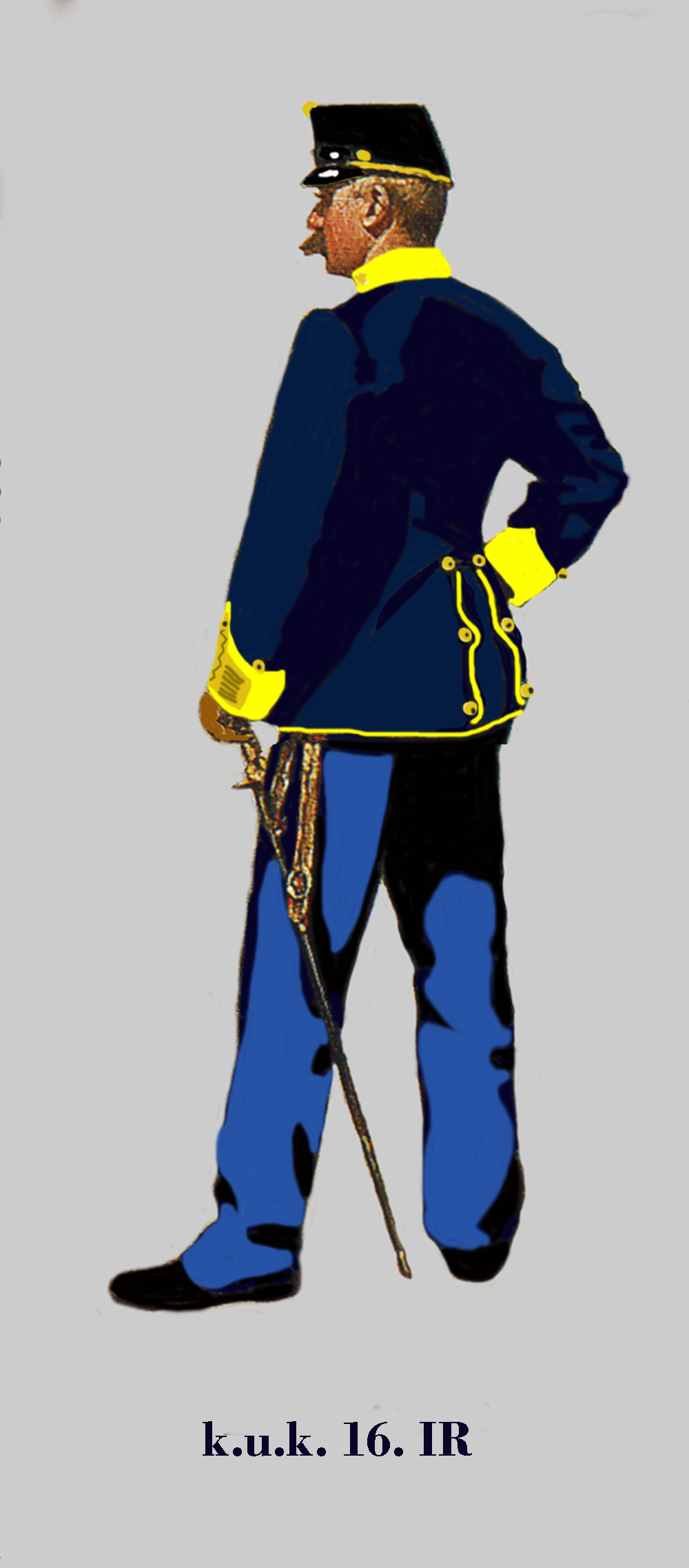
Podporucznik IR. 16 w mundurze służbowym

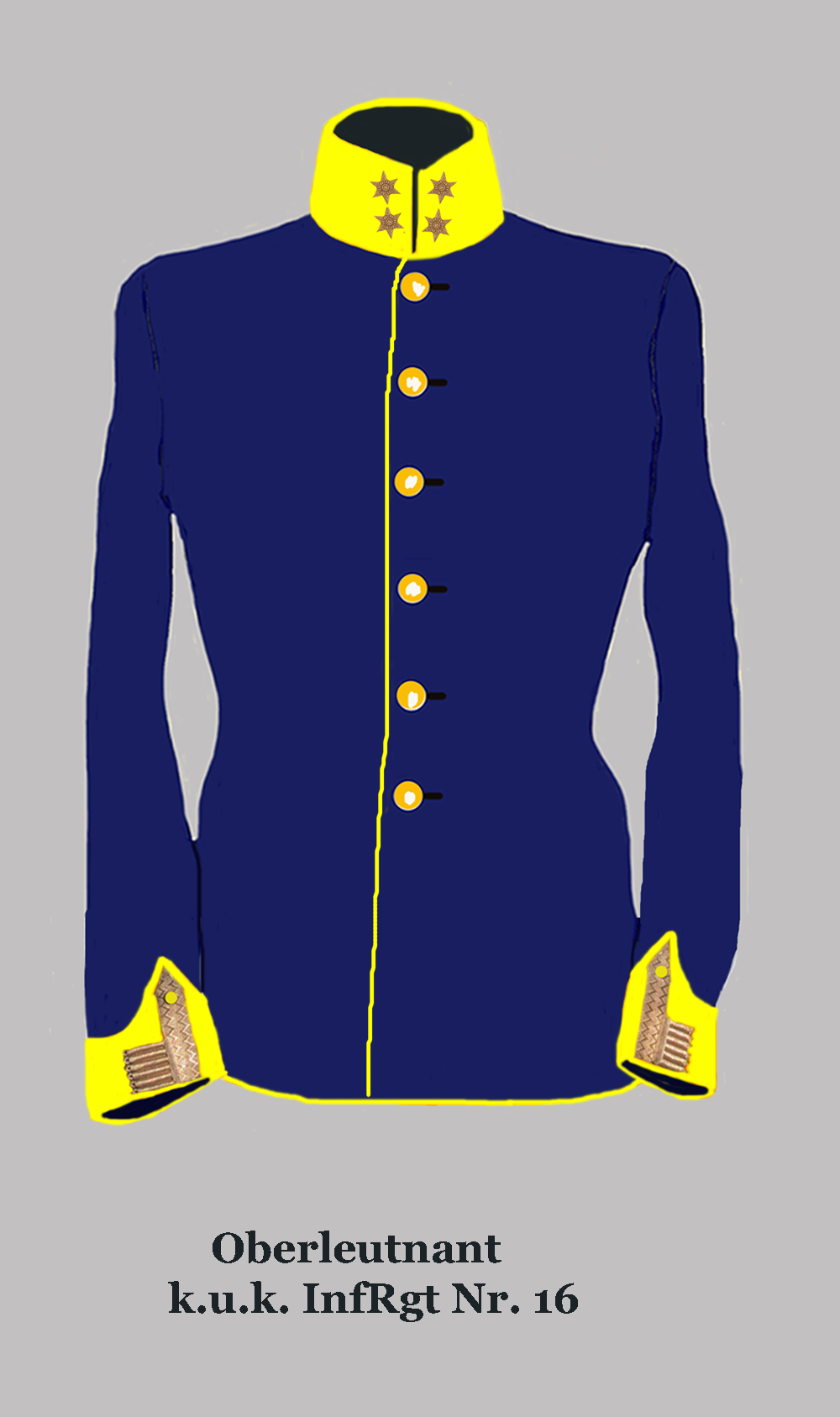
Kurtka munduru porucznika IR. 16

Warażdyński Pułk Piechoty Barona von Giesla Nr 16 (IR. 16) – pułk piechoty cesarskiej i królewskiej Armii.

## Historia pułku
Pułk został utworzony w 1703 roku. 
Swoje święto pułk obchodził 23 lipca w rocznicę bitwy pod Soną stoczonej w 1848 roku w czasie wojny austriacko-piemonckiej.
Kolory pułkowe: żółty (schwefelgelb), guziki złote.
W 1871 roku sztab pułku stacjonował w Linzu, a komenda rezerwowa i stacja okręgu uzupełnień w Szombathely (niem. Steinamanger). W tym samym roku w Blejovar miały swoje sztaby: 5. Warażdyński Pułk Piechoty Pogranicza Wojskowego pod komendą płk. Procopa Adlera oraz 6. Warażdyński Pułk Piechoty Pogranicza Wojskowego pod komendą płk. Johanna Vasilio.
Z dniem 1 stycznia 1872 roku trzy wymienione wyżej pułki zostały scalone w jeden oddział, który otrzymał nazwę „16 Węgierski (Chorwacki) Warażdyński Pułk Piechoty”. Sztab nowego pułku razem z komendą rezerwową i stacją okręgu uzupełnień stacjonował w Blejovar.
Okręg uzupełnień nr 16 Bjelovar (niem. Belowar) na terytorium 13 Korpusu.
W 1879–1880 pułk stacjonował w Stolacu, a komenda rezerwowa i komenda okręgu uzupełnień pozostawała w Bjelovar.
W 1896 roku pułk (bez 2. batalionu) stacjonował w Blejovar i wchodził w skład 13 Brygady Piechoty w Osijeku należącej do 7 Dywizji Piechoty. Drugi batalion, detaszowany na terytorium 15 Korpusu, stacjonował w Trebinje i wchodził w skład 2 Brygady Górskiej należącej do 18 Dywizji Piechoty.
W 1897 roku 1. batalion został przeniesiony z Blejovar do Zagrzebia (niem. Agram), a 2. batalion z Trebinje do Blejovar.
W 1899 roku 1. batalion wrócił do Blejovar, a do Zagrzebia został skierowany 4. batalion.
Do 1901 pułk stacjonował w Blejovar z wyjątkiem 4. batalionu w Zagrzebiu. Cały pułk nadal wchodził w skład 13 Brygady Piechoty.
W latach 1901–1907 pułk stacjonował w Zagrzebiu, z wyjątkiem 4. batalionu, który załogował w Beljovar. Cały pułk wchodził w skład 72 Brygady Piechoty w Zagrzebiu należącej do 36 Dywizji Piechoty.
W latach 1908–1911 pułk (bez 3. batalionu) stacjonował w Beljovar. W latach 1908–1910 wchodził w skład 13 Brygady Piechoty, a od 1910 roku ponownie w składzie 72 Brygady Piechoty. Trzeci batalion był detaszowany na terytorium 14 Korpusu, do Nevesinje i wchodził w skład 3 Brygady Górskiej należącej do 18 Dywizji Piechoty.
W latach 1912–1914 pułk stacjonował w Wiedniu z wyjątkiem 4. batalion, który załogował w Beljovar. Pułk (bez 4. batalionu) wchodził w skład 98 Brygady Piechoty należącej do 49 Dywizji Piechoty, natomiast 4. batalion był podporządkowany komendantowi 72 Brygady Piechoty należącej do 36 Dywizji Piechoty.
W czasie I wojny światowej pułk walczył z Rosjanami w 1915 roku w Galicji. Uczestniczył w bitwie gorlickiej. Żołnierze pułku są pochowani m.in. na cmentarzu wojennym nr 138 w Bogoniowicach.

## Szefowie pułku
Kolejnymi szefami pułku byli:
- FML Fryderyk Ferdynand Habsburg (1835 – †5 X 1847)
- FML Peter Zanini (1848 – †11 IX 1855),
- FML Stephan Wilhelm von Wernhardt (1855 – †17 VIII 1869),
- FML Gustav Wetzlar von Plankenstern (1870 – †10 X 1881),
- FZM Heinrich Giesl von Gieslingen (1887 – †2 VII 1905),
- generał kawalerii Artur Giesl von Gieslingen (od 1913)[1].

## Komendanci pułku
- płk Heinrich Giesl von Gieslingen ( – 1871[15] → inspektor żandarmerii[16])
- płk Peter Csikós von Sessia (1871[5] – 1873[6])
- płk Wilhelm Peyerle ( – 1895 → komendant 54 Brygady Piechoty)
- płk Karl Esch (1895 – 1900 → komendant 6 Brygady Piechoty[17])
- płk Karl Schmid (1900[18] – 1903 → stan spoczynku)
- płk Julius Fanta (1903 – 1906 → komendant 50 Brygady Piechoty[19])
- płk Viktor von Njegovan (1906[20] – 1910 → komendant 68 Brygady Piechoty[21])
- płk Martin Verkljan von Pilar (1910[22] – 1914[1] → komendant 14 Brygady Górskiej)
- płk Raimund Budiner (1914)